# Susan Strange
Pour les articles homonymes, voir Strange.
Susan Strange (née le 9 juin 1923 dans le Dorset et morte le 25 octobre 1998 à Aylesbury) une des fondatrices de l'économie politique internationale. Elle fut enseignante à la London School of Economics.
Elle est notamment connue pour son ouvrage « Le retrait de l'État : la dispersion du pouvoir dans l'économie mondiale » (« The Retreat of the State : The Diffusion of Power in the World Economy ») paru en 1996.

## Formation et carrière
Elle est la fille d'un as de l'aviation de la Première Guerre mondiale. Après des études  à Bath, elle intègre la London School of Economics d'où elle est sortie en 1943. Elle a alors commencé une carrière de journaliste à The Economist puis à The Observer dont elle été la correspondante à la Maison-Blanche. De retour en Angleterre elle a enseigné les relations internationales à l'University College de Londres. 
En 1965 elle entre au Royal Institute of International Affairs d'abord comme chercheuse puis comme directeur du Transnational project. Durant cette période elle fonde en 1974, Le British International Studies Association (BISA)
En 1978, elle accepte la chaire « Montague Burton » de relations internationales à la London School of Economics qu'elle doit quitter pour limite d'âge en 1988.
En 1989, elle va pour cinq ans à l'université européenne de Florence.
En 1994 elle occupe un poste à l'université de Warwick

## Les principaux points de sa pensée

### Une réflexion sur l'économie politique internationale
En 1970, alors qu'elle est à Chatham House  elle rédige un article intitulé « International Politics and International Economics : A Case of Mutual Neglect ».
Son livre « States and Markets (1988) » repose sur trois piliers :
- Le pouvoir est au cœur de l'économie politique
- La séparation disciplinaire de la politique et de l'économie ne permet pas de penser l'économie politique.
- « S'intéresser exclusivement à l'État (stato-centrisme) est réducteur et conduit à élaborer une conception de la science politique qui ne permet pas de comprendre la condition humaine et qui ne tient pas compte des diverses entités ayant un pouvoir économique et politique. »[1]. En effet, pour elle, les États ont vu leur rôle décliner au profit du marché et de diverses autorités[2]. Cela est lié en partie au fait que ce n'est plus la guerre ou la paix entre les nations mais la prospérité qui est au centre des préoccupations des citoyens[3].

Pour Tooze, plusieurs failles ont affaibli la portée de l'œuvre de Strange dans le domaine de l'économie politique internationale : ce n'était pas une théoricienne et parfois on peut trouver des failles dans ses raisonnements, elle est parfois plus statocentrée que ces déclarations pourraient le laisser penser; elle n'a pas réussi à construire un vrai modèle d'économie politique.

### La contestation des thèses  du déclin hégémonique et l'importance donnée au pouvoir structurel
Strange dans les années 1980 va s'opposer à l'école américaine de l'économie politique. Celle-ci notamment dans sa version Théorie de la stabilité hégémonique et Théorie des régimes internationaux est très préoccupée par le thème du déclin de l'hégémonie américaine, thème alors très présent aux  États-Unis. Pour elle, le PIB ne dit pas tout et il faut compter sur le pouvoir structurel qu'elle définit comme « le pouvoir de façonner et de déterminer les structures de l'économie globale et de déterminer les structures de l'économie politique globale à l'intérieur desquelles d'autres scientifiques et autres professionnels - doivent opérer ». Ce pouvoir structurel a plusieurs volets qu'elle a hiérarchisé dans States and Markets.
Structures principales
- Le contrôle sur la sécurité
- La structure de la production
- La structure du crédit et de la monnaie
- La structure de la communication et du savoir

Structures secondaires
- La structure du bien-être
- L'énergie
- La structure du commerce et du transport

### Le capitalisme de Casino
Dans Casino Capitalism (1986) puis dans Mad Money (1998), elle reproche aux États-Unis de ne pas prendre les décisions qui s'imposeraient dans le domaine des marchés financiers. Pour elle, selon Story, « logiquement, cette structure financière obtient de très bons résultats en termes de valeurs américaines d'efficacité et de liberté, et de très mauvais en ce qui concerne la sécurité et la justice distributive ».

### Ouvrages de Susan Strange
- (en) Sterling and British policy, a Political Study of an International Currency in Decline, Londres, New York, Toronto, Oxford university press, 1971, 363 p.
- (en) Casino Capitalism, Oxford, New York, B. Blackwell, 1986, 207 p. (ISBN 0631150269)
- (en) States and Markets, Londres, Pinter, 1994
- (en) The Retreat of the State : The Diffusion of Power in the World Economy, Cambridge, Cambridge university press, coll. « Cambridge studies in international relations », 1996, 218 p. (ISBN 0-521-56429-8)
- (en) Mad Money, Manchester, Manchester university press, 1998, 212 p. (ISBN 0-7190-5236-X, présentation en ligne)

### Articles de Susan Strange
- « Cave! Hic Dragones : A Critique of Regime Analysis » International Organisation Vol 32, No 2, Printemps 1982
- « The persistant Myth of Lost Hegemony » International Organisation Vol 41, No 4, Automne 1987
- « The Future of the American Empire », Journal of International Affairs, 1988, 1.
- « Wake up, Krasner ! The World has Changed », Review of International Political Economy, 1994,1,2.
- « The Westfailure System », Review of International Studies, vol 25, n°3, juillet 1999.

### Articles sur Susan Strange
- Roger Tooze, « Susan Strange et l'économie politique internationale », L'Économie politique, vol. 2/2001, no 10,‎ 2001, p. 101-112 (ISSN 1293-6146, lire en ligne)
- Jonathan Story, « Le système mondial de Susan Strange », Politique étrangère (revue de l'IFRI), nos 2/2001,‎ 31 mai 2001, p. 433-447 (lire en ligne)